# Rue Pierre-Foncin
La rue Pierre-Foncin est une voie du 20e arrondissement de Paris, en France.

## Situation et accès
La rue Pierre-Foncin est une voie située dans le 20e arrondissement de Paris. Elle débute au 100, boulevard Mortier et se termine au 5, rue des Fougères.

## Origine du nom

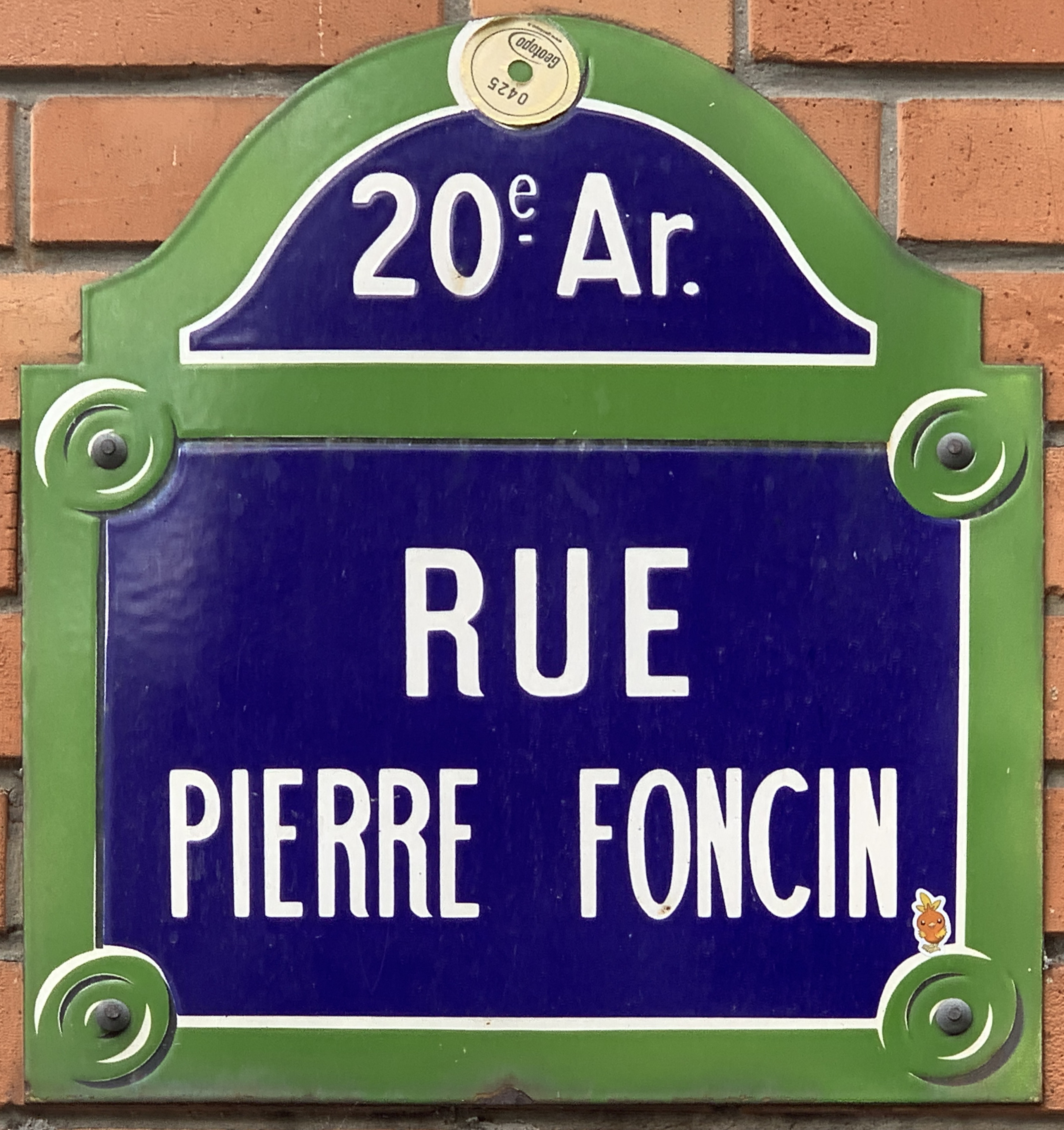
Plaque de la rue.

Cette rue rend hommage à Pierre Foncin (1841-1916), historien et géographe français.

## Historique
Cette voie est ouverte sous sa dénomination actuelle par un arrêté du 13 janvier 1934 sur l'emplacement du bastion no 17 de l'enceinte de Thiers.